# Leptogenys fugax
Leptogenys fugax är en myrart som beskrevs av Mann 1921. Leptogenys fugax ingår i släktet Leptogenys och familjen myror. Inga underarter finns listade i Catalogue of Life.